# Saint-Lamain
Saint-Lamain è un comune francese di 127 abitanti situato nel dipartimento del Giura nella regione della Borgogna-Franca Contea.

## Società

### Evoluzione demografica
Abitanti censiti